# Jerzy Siudy
Jerzy Siudy (ur. 15 sierpnia 1939, zm. 24 stycznia 2008) – polski żeglarz, kapitan jachtowy.

## Życiorys
Żeglarstwo zaczął uprawiać prawdopodobnie w roku 1953.
- pierwszy rejs morski w 1958
- pierwszy rejs kapitański w 1965
- w sumie przepłynął na jachtach ok. 80 tysięcy Mm.

W latach 1966–1987 startował w krajowych i zagranicznych regatach pełnomorskich. Był 9-krotnym Mistrzem Polski i 5-krotnym wicemistrzem Polski w Morskich Żeglarskich Mistrzostwach Polski; 3-krotnie zwyciężał w Ostseewoche, brał 2-krotny udział w Admirals Cup i 2-krotny w Round Gotland.

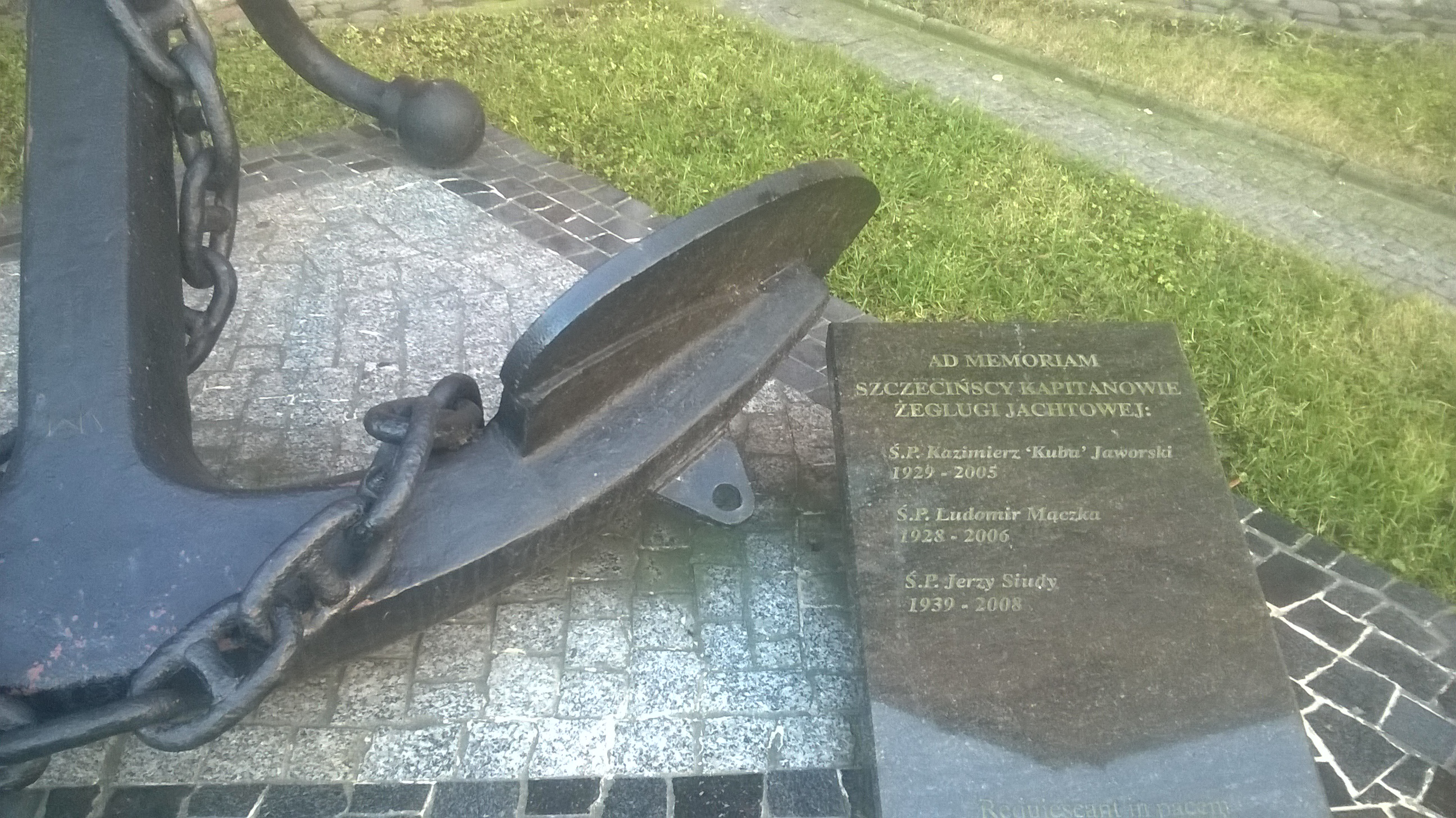
Fragment pomnika upamiętniającego trzech szczecińskich kapitanów jachtowych (Kazimierz „Kuba” Jaworski, Ludomir Mączka, „Ludek”, „Ludojad” i Jerzy Siudy) przed Bazyliką św. Jakuba w Szczecinie

Znaczące sukcesy odnotowano w jego startach: na „Cetusie” w regatach o puchar admiralicji brytyjskiej – „Fasnet 79”, „Copa de Rey” i „Sarynia Cup”, w oceanicznych regatach TwoSTAR.
Razem z Kazimierzem „Kubą” Jaworskim zainaugurowali Regaty Samotnych Żeglarzy na trasie Świnoujście – Christianso – Świnoujście, a później razem startowali na jachcie Goldilion w regatach na Morzu Śródziemnym, m.in. w prestiżowych regatach Sardinia Cup. Pochowany został na cmentarzu Centralnym w Szczecinie kwatera 90c. Przed Szczecińską Bazyliką archikatedralną św. Jakuba stoi pomnik upamiętniających Szczecińskich kapitanów jachtowych m.in. Jerzego Siudego.
| Rok  | Jacht                                    | wynik                                  |
| ---- | ---------------------------------------- | -------------------------------------- |
| 1970 | „Conrad”                                 | wicemistrzostwo                        |
| 1971 | „Conrad”                                 | wicemistrzostwo                        |
| 1972 | „Conrad”                                 | wicemistrzostwo                        |
| 1973 | „Karfi”                                  | Mistrz Polski                          |
| 1974 | „Karfi”                                  | wicemistrzostwo                        |
| 1975 | „Karfi”                                  | Mistrz Polski                          |
| 1976 | „Karfi”                                  | Mistrz Polski                          |
| 1977 | „Bumerang”                               | Mistrz Polski                          |
| 1978 | „Bumerang”                               | Mistrz Polski                          |
| 1979 | z powodu awarii jachtu (złamanie masztu) | wycofanie z regat,                     |
| 1980 | –                                        | regaty odwołane                        |
| 1981 | „Cetus”                                  | wicemistrzostwo                        |
| 1982 | nie startował                            | w tym czasie rejs po Morzu Śródziemnym |
| 1983 | „Cetus”                                  | Mistrz Polski                          |
| 1984 | „Cetus”                                  | Mistrz Polski                          |
| 1985 | „Cetus”                                  | Mistrz Polski                          |
| 1986 | nie startował                            |                                        |
| 1987 | „Cetus”                                  | Mistrz Polski                          |

## Jachty
„Perun”, „Radogost”, „Chrobry”, „Piana”, „Śmiały”, „Ceti”, „Conrad”, „Karfi”, „Bumerang”, „Cetus”, „Goldilion”, „Shark”